# Mozzagrogna
Mozzagrogna är en ort och kommun i provinsen Chieti i regionen Abruzzo i Italien. Kommunen hade 2 445 invånare (2018).